# The Rugby Championship
The Rugby Championship (englisch für Die Rugbymeisterschaft) ist ein seit 1996 jährlich stattfindendes Turnier in der Sportart Rugby Union. Teilnehmer sind die vier besten Nationalmannschaften der südlichen Hemisphäre: die „Pumas“ aus Argentinien, die „Wallabies“ aus Australien, die „All Blacks“ aus Neuseeland und die „Springboks“ aus Südafrika. Die Mannschaften spielen in einem Heim- und einem Auswärtsspiel je zweimal gegeneinander. Vor der Teilnahme Argentiniens war das Turnier von 1996 bis 2011 unter dem Namen Tri Nations (deutsch: Drei-Nationen-Turnier) bekannt. Organisator des Turniers ist das Konsortium SANZAAR, bestehend aus den Verbänden Rugby Australia, New Zealand Rugby, South African Rugby Union und Unión Argentina de Rugby.
Im Rahmen des Turniers spielen Australien und Neuseeland zusätzlich um den traditionsreichen Bledisloe Cup, Südafrika und Neuseeland um den Freedom Cup, Australien und Südafrika um die Mandela Challenge Plate sowie Argentinien und Australien um die Puma Trophy.

## Geschichte
Australien und Neuseeland spielten erstmals 1903 gegeneinander, während Südafrika 1921 beiden Ländern erstmals einen Besuch abstattete. Im Gegensatz zu Five Nations (heute Six Nations) in der nördlichen Hemisphäre gab es jedoch in der Südhemisphäre keinen regelmäßigen Wettbewerb. Die drei Länder trafen sporadisch aufeinander, Australien und Neuseeland regelmäßig im Rahmen des Bledisloe Cup.

Letztes Logo der Tri Nations

Die Professionalisierung des Sports Mitte der 1990er Jahre führte zur Ausarbeitung des Tri-Nations-Konzepts. Während der Rugby-Union-Weltmeisterschaft 1995 führten die Verbände Australiens, Neuseelands und Südafrikas Verhandlungen und gründeten schließlich das Konsortium SANZAR. Das Konsortium schloss für die nächsten zehn Jahre Werbeverträge im Wert von über einer halben Milliarde Euro ab. Das erste Turnier im Jahr 1996 dominierten die Neuseeländer, die unbesiegt blieben. 1998 gewann erstmals Südafrika das Turnier. Im Jahr 2000 sicherte sich Australien, der damalige amtierende Weltmeister, den ersten Turniersieg. 109.874 Zuschauer verfolgten das Eröffnungsspiel im Stadium Australia in Sydney, was für diese Sportart einen neuen Weltrekord bedeutete.
2012 wurde das Turnier mit der Aufnahme Argentiniens um eine Mannschaft erweitert und in The Rugby Championship umbenannt. Somit können alle zehn Nationalmannschaften, die in der ersten Stärkeklasse eingeteilt sind, regelmäßig an einem Turnier teilnehmen. Vor allem Südafrika begrüßte dieses Vorhaben, weil dadurch der Nachteil der langen Flugreisen ausgeglichener wird. 2016 trat die Unión Argentina de Rugby dem organisierenden Konsortium bei, das seitdem SANZAAR heißt. Im Jahr 2019 konnte Südafrika als bisher einzige Mannschaft im selben Jahr die Rugby Championship und die Weltmeisterschaft gewinnen.
Aufgrund von Sicherheitsbedenken bezüglich der COVID-19-Pandemie verzichtete Südafrika im Jahr 2020 auf die Teilnahme, weshalb das Turnier vorübergehend wieder Tri Nations hieß.

## Format
Der Ablauf des Turniers wurde im Laufe der Jahre mehrmals geändert. In der Vergangenheit spielte jede Mannschaft je zweimal gegen die zwei anderen Mannschaften, mit je einem Heim- und einem Auswärtsspiel. Nach einigen Veränderungen am Spielplan setzte sich folgende Lösung durch: Das Turnier beginnt mit je zwei Spielen in Südafrika oder Neuseeland, im darauf folgenden Jahr in jenem Land, wo die Eröffnungsspiele nicht stattfanden. Aus diesem Grund waren die Spiele Australiens immer in der Mitte des Turniers angesetzt.
Im Jahr 2006 erfolgte eine Formatänderung, nachdem SANZAR mit Fernsehanstalten in Großbritannien, Australien, Neuseeland und Südafrika neue Übertragungsrechte ausgehandelt hatte. Jede Mannschaft spielt nun je dreimal gegen die beiden anderen. Tri Nations 2006 begann mit einem Spiel in Neuseeland. Die ersten vier Runden wurden alternierend in Neuseeland und Australien ausgetragen. Das fünfte Spiel fand wiederum in Australien statt. Nach einer einwöchigen Pause folgten die drei Heimspiele Südafrikas. Jede Mannschaft hatte zwei Heimspiele gegen einen Gegner und nur eines gegen den anderen. Das Turnier 2007 wurde jedoch wegen der Weltmeisterschaften in zeitlicher Nähe wieder mit nur je zwei Spielen jeder gegen jeden (Hin- und Rückspiel) ausgetragen.
Mit der Erweiterung des Wettbewerbs um Argentinien spielt jede Mannschaft wieder je zweimal gegen die drei anderen Mannschaften, mit je einem Heim- und einem Auswärtsspiel. Der Sieger eines Spiels erhält vier Tabellenpunkte, bei einem Unentschieden erhält jeder zwei, der Verlierer bekommt keinen Punkt. Einen Bonuspunkt kann jede Mannschaft erhalten, die drei Versuche mehr in einem Match als der Gegner erzielt. Der Verlierer erhält einen Tabellenpunkt, wenn er mit sieben oder weniger Spielpunkten Unterschied verliert.

## Siegerliste

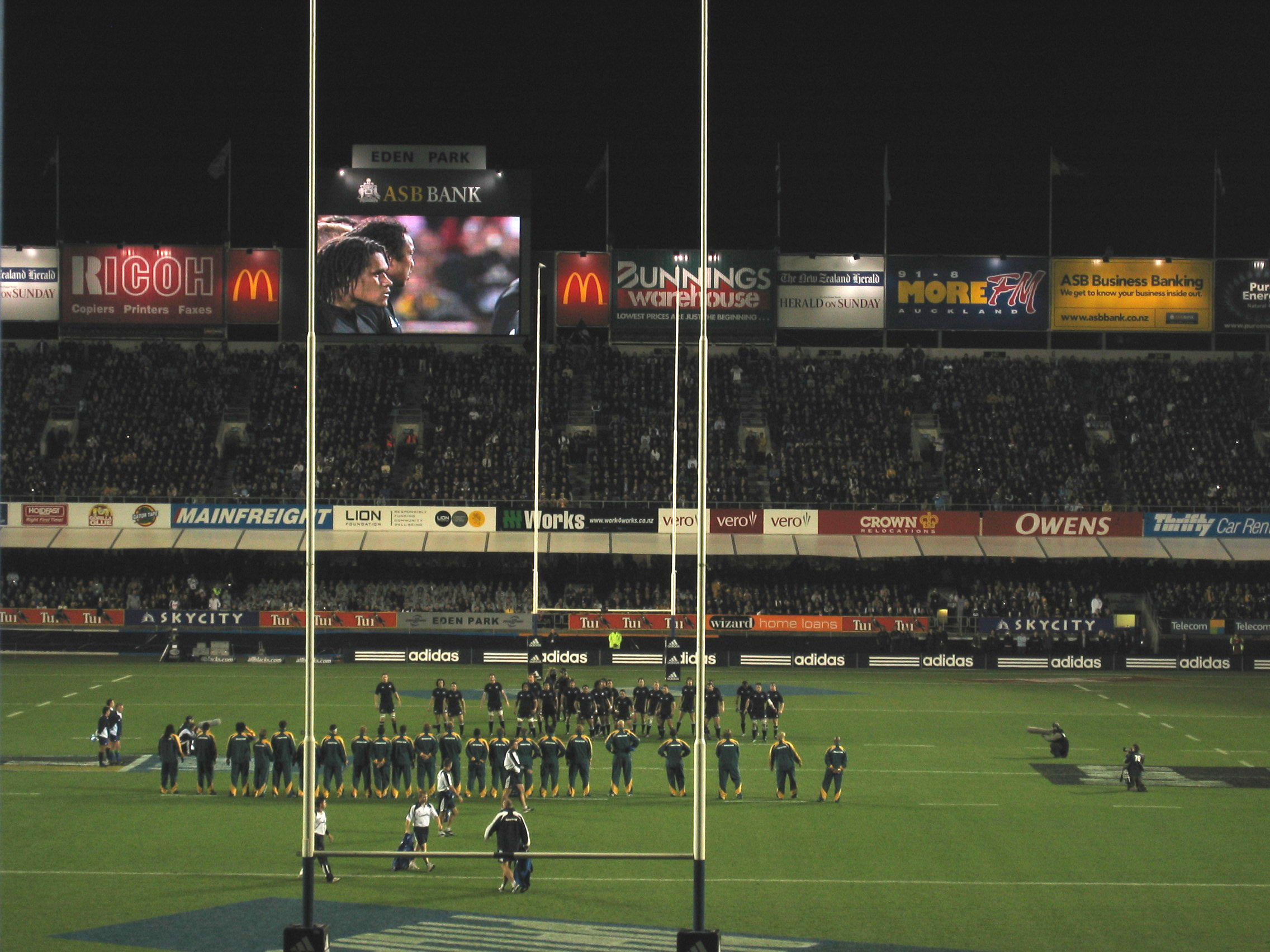
Vorbereitung zum Haka der Neuseeländer vor dem letzten Spiel der Tri Nations 2005 gegen Australien im Eden Park, Auckland

| Turnier          | Mannschaft |
| ---------------- | ---------- |
| Tri Nations 1996 | Neuseeland |
| Tri Nations 1997 | Neuseeland |
| Tri Nations 1998 | Südafrika  |
| Tri Nations 1999 | Neuseeland |
| Tri Nations 2000 | Australien |
| Tri Nations 2001 | Australien |
| Tri Nations 2002 | Neuseeland |
| Tri Nations 2003 | Neuseeland |
| Tri Nations 2004 | Südafrika  |
| Tri Nations 2005 | Neuseeland |
| Tri Nations 2006 | Neuseeland |
| Tri Nations 2007 | Neuseeland |
| Tri Nations 2008 | Neuseeland |
| Tri Nations 2009 | Südafrika  |
| Tri Nations 2010 | Neuseeland |
| Tri Nations 2011 | Australien |
| Tri Nations 2020 | Neuseeland |

| Turnier                     | Mannschaft |
| --------------------------- | ---------- |
| The Rugby Championship 2012 | Neuseeland |
| The Rugby Championship 2013 | Neuseeland |
| The Rugby Championship 2014 | Neuseeland |
| The Rugby Championship 2015 | Australien |
| The Rugby Championship 2016 | Neuseeland |
| The Rugby Championship 2017 | Neuseeland |
| The Rugby Championship 2018 | Neuseeland |
| The Rugby Championship 2019 | Südafrika  |
| The Rugby Championship 2021 | Neuseeland |
| The Rugby Championship 2022 | Neuseeland |
| The Rugby Championship 2023 | Neuseeland |
| The Rugby Championship 2024 | Südafrika  |
| The Rugby Championship 2025 |            |

## Gesamttabelle
| Land        | Spiele | Siege | Unent. | Ndlg. | Spiel- punkte | Diff. | Bonus punkte | Tabellen- punkte | Titel |
| ----------- | ------ | ----- | ------ | ----- | ------------- | ----- | ------------ | ---------------- | ----- |
| Neuseeland  | 76     | 52    | 0      | 24    | 2054:1449     | + 605 | 35           | 243              | 11    |
| Australien  | 76     | 30    | 3      | 43    | 1591:1817     | − 226 | 34           | 160              | 03    |
| Südafrika   | 72     | 28    | 1      | 43    | 1480:1831     | − 351 | 24           | 138              | 03    |
| Argentinien | 4      | 1     | 2      | 1     | 56:84         | − 28  | 0            | 8                | 0     |

| Land        | Spiele | Siege | Unent. | Ndlg. | Spiel- punkte | Diff. | Bonus- punkte | Tabellen- punkte | Titel |
| ----------- | ------ | ----- | ------ | ----- | ------------- | ----- | ------------- | ---------------- | ----- |
| Neuseeland  | 63     | 51    | 2      | 10    | 2154:1197     | + 957 | 40            | 249              | 09    |
| Südafrika   | 63     | 33    | 4      | 26    | 1637:1383     | + 254 | 30            | 166              | 02    |
| Australien  | 63     | 26    | 3      | 34    | 1411:1735     | − 324 | 14            | 131              | 01    |
| Argentinien | 63     | 12    | 1      | 50    | 1196:2063     | − 867 | 14            | 60               | 0     |

## Rekorde
Aktive Spieler in Fettschrift 

(Stand 5. Oktober 2024)

### Meiste Spiele
Quelle: Itsrugby.
| #   | Spiele | Name             | Mannschaft  | Jahre     |
| --- | ------ | ---------------- | ----------- | --------- |
| 01. | 61     | Eben Etzebeth    | Südafrika   | 2012–     |
| 02. | 58     | Richie McCaw     | Neuseeland  | 2002–2015 |
| 03. | 57     | Beauden Barrett  | Neuseeland  | 2012–     |
| 03. | 57     | Sam Whitelock    | Neuseeland  | 2010–2023 |
| 05. | 56     | James Slipper    | Australien  | 2010–     |
| 06. | 54     | Keven Mealamu    | Neuseeland  | 2003–2015 |
| 06. | 54     | Bryan Habana     | Südafrika   | 2005–2016 |
| 06. | 54     | Kieran Read      | Neuseeland  | 2009–2019 |
| 09. | 53     | Tendai Mtawarira | Südafrika   | 2008–2019 |
| 09. | 53     | Pablo Matera     | Argentinien | 2013–     |

### Meiste erzielte Versuche
Quelle: Itsrugby.
| #   | Versuche                         | Name                             | Mannschaft                       | Jahre                            |
| --- | -------------------------------- | -------------------------------- | -------------------------------- | -------------------------------- |
| 01. | 21                               | Bryan Habana                     | Südafrika                        | 2005–2016                        |
| 02. | 18                               | Rieko Ioane                      | Neuseeland                       | 2017–                            |
| 02. | 18                               | Ben Smith                        | Neuseeland                       | 2012–2019                        |
| 02. | 18                               | Beauden Barrett                  | Neuseeland                       | 2012–                            |
| 05. | 17                               | Richie McCaw                     | Neuseeland                       | 2002–2015                        |
| 05. | 17                               | Christian Cullen                 | Neuseeland                       | 1996–2002                        |
| 07. | 15                               | Joe Rokocoko                     | Neuseeland                       | 2003–2010                        |
| 08. | 14                               | Adam Ashley-Cooper               | Australien                       | 2005–2016                        |
| 08. | 14                               | Israel Folau                     | Australien                       | 2013–2018                        |
| 10. | Drei Spieler mit je 13 Versuchen | Drei Spieler mit je 13 Versuchen | Drei Spieler mit je 13 Versuchen | Drei Spieler mit je 13 Versuchen |

### Meiste erzielte Punkte
Quelle: Itsrugby.
| #   | Punkte | Name             | Mannschaft  | Jahre     |
| --- | ------ | ---------------- | ----------- | --------- |
| 01. | 554    | Daniel Carter    | Neuseeland  | 2003–2015 |
| 02. | 390    | Morné Steyn      | Südafrika   | 2009–2021 |
| 03. | 344    | Nicolás Sánchez  | Argentinien | 2012–2023 |
| 04. | 335    | Beauden Barrett  | Neuseeland  | 2012–     |
| 05. | 328    | Andrew Mehrtens  | Neuseeland  | 1996–2004 |
| 06. | 285    | Handré Pollard   | Südafrika   | 2014–     |
| 07. | 271    | Matt Burke       | Australien  | 1996–2004 |
| 08. | 266    | Matt Giteau      | Australien  | 2003–2016 |
| 09. | 249    | Bernard Foley    | Australien  | 2013–     |
| 10. | 210    | Percy Montgomery | Südafrika   | 1997–2008 |